# Потсдамський знак НСДАП

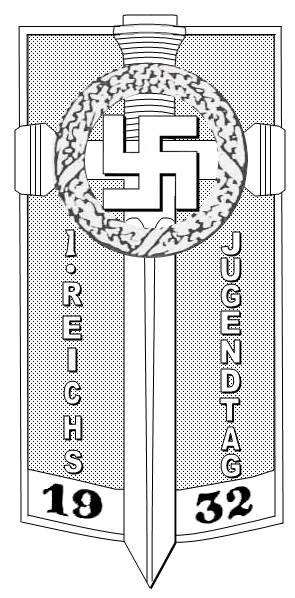
Потсдамський знак НСДАП.

Потсдамський знак НСДАП (нім. Potsdam-Abzeichen der NSDAP) — відзнака НСДАП для учасників першого Імперського дня молоді в Потсдамі 1-2 жовтня 1932 року.
Всього було вручено від 70 000 до 115 000 знаків.

## Опис
Значок виготовлявся з бронзи або латуні і мав форму прямокутного щита з заокругленим нижнім краєм, на який накладено меч. Посередині рукойтки меча — свастика, оточена вінком з лаврового листя. Кінчик меча трішки виступає над щитом. Зліва від леза — напис 1. REICHS (ПЕРШИЙ ІМПЕРСЬКИЙ), справа — продовження JUGENDTAG (ДЕНЬ МОЛОДІ). Внизу — рік (1932), число розділене лезом. Максимальна довжина знака (довжина меча) — 48.5 мм, ширина — 22.5 мм.
Існували 2 варіанти знаку: звичайний для гостей свята і посріблений для активних учасників.
Дизайн знаку розробив особисто Адольф Гітлер. Єдиним виробником була фірма Hoffstätter в Бонні.

## Сучасний статус
Як і решта відзнак НСДАП, в сучасній Німеччині знак вважається символом антиконституційної пропаганди. Його носіння, виготовлення та публічна демонстрація заборонені законом.